# جيمس يانج سيمبسون
جيمس يانج سيمبسون (7 يونيو 1811 باثغيت اسكتلندا - 6 مايو 1870 لندن) طبيب أمراض نساء أسكتلندي وأول من استعمل الكلوروفورم لتخدير أثناء عملية ولادة.
قام جيمس يانج سيمبسون بتجربة مخدر الكلوروفورم في يناير سنة 1847، بعد ذلك نشر مقاله الشهير (بالإنجليزية: Account of a New Anaesthetic Agent). واجه استعمال الكلوروفورم عند الولادة معارضة شديدة، رغم ذلك تم تعيين جيمس يانج سيمبسون كطبيب للملكة البريطانية في ذات سنة (1847) ثم حصل على لقب بارون سنة 1866.
وقد شهدت هذه الطريقة رواجا خاصة بعد أن استعملته الملكة فيكتوريا أثناء ولادة ليبولد سنة 1853.
تراوحت اهتمامات سيمبسون الفكرية من علم الآثار إلى موضوع شبه محظور في ذلك الوقت وهو: الخنوثة. كان من أوائل المدافعين عن استخدام القابلات في بيئة المستشفيات. كما استشارته العديد من النساء البارزات لإيجاد حل لمشاكلهن التي تتعلق بأمراض النساء.
ولخدماته كمؤسس مبكّر لأمراض النساء ومؤيد لإصلاح المستشفى بمنحه كُرم ولقب بالفارس، وبحلول عام 1847 تم تعيينه كطبيب للملكة في اسكتلندا.
كان سيمبسون صديقًا مقربًا للسير ديفيد بروستر، وكان حاضرًا عند فراش موته. كان لمساهمته في فهم خصائص التخدير للكلوروفورم تأثير كبير على العمليات الجراحة حتى وقتنا الحالي.

## التعليم وحياته العملية
ولد جيمس سيمبسون في باثجيت، اسكتلندا وهو الابن الأصغر لماري جيرفيه وديفيد سيمبسون، الذي يعمل خبازاً. التحق بالمدرسة المحلية، وفي عام 1825، حين بلغ سن الرابعة عشرة، التحق بجامعة أدنبرة للدراسة للحصول على شهادة في الفنون. بعد ذلك بعامين بدأ دراسته الطبية في الجامعة، وحصل على شهادة بكالوريوس الطب والجراحة. حصل على إجازة من الكلية الملكية للجراحين في أدنبرة عام 1830 وحصل على درجة الماجستير في الطب عام 1832. وأثناء وجوده في الجامعة، أخذ دروساً إضافية بما في ذلك تلك التي قدمها الجراح روبرت ليستون.
 أصبح عضوًا ثم رئيسًا أول للجمعية الطبية الملكية وهو لا زال طالباً في الجامعة، وبدأ مهتماً كثيراً بتقدم الجمعية. كان دوره الأول كممارس عام في منطقة ستوكبريدج في 2 شارع دينهاوغ، وفي عمر 28سنة، خلف جيمس هاملتون كأستاذ الطب والتوليد في جامعة إدنبرة.
 كانت أهم مساهمات سيمبسون في الطب هي إدخال التخدير للولادة، ومع ذلك فقد حسّن أيضًا تصميم ملقط التوليد الذي يُعرف حتى يومنا هذا في دوائر التوليد باسم «ملقط سيمبسون»، بالإضافة إلى تصميمه عام 1838 جهاز شفط معروف للمساعدة في الولادة والذي يعتبر الأول من نوعه.

## روابط خارجية
- جيمس يانج سيمبسون على موقع الموسوعة البريطانية (الإنجليزية)